# Comuna Oșorhei, Bihor
Oșorhei (în maghiară: Fugyivásárhely) este o comună în județul Bihor, Crișana, România, formată din satele Alparea, Cheriu, Felcheriu, Fughiu și Oșorhei (reședința).

## Demografie
Componența etnică a comunei Oșorhei
     Români (72,42%)
     Maghiari (12,68%)
     Romi (9,34%)
     Alte etnii (0,42%)
     Necunoscută (5,14%)
Componența confesională a comunei Oșorhei
     Ortodocși (54,12%)
     Penticostali (18,88%)
     Reformați (8,45%)
     Baptiști (6,55%)
     Romano-catolici (3,61%)
     Alte religii (2,53%)
     Necunoscută (5,86%)
Conform recensământului efectuat în 2021, populația comunei Oșorhei se ridică la 8.536 de locuitori, în creștere față de recensământul anterior din 2011, când fuseseră înregistrați 6.532 de locuitori. Majoritatea locuitorilor sunt români (72,42%), cu minorități de maghiari (12,68%) și romi (9,34%), iar pentru 5,14% nu se cunoaște apartenența etnică. Din punct de vedere confesional, majoritatea locuitorilor sunt ortodocși (54,12%), cu minorități de penticostali (18,88%), reformați (8,45%), baptiști (6,55%) și romano-catolici (3,61%), iar pentru 5,86% nu se cunoaște apartenența confesională.

## Politică și administrație
Comuna Oșorhei este administrată de un primar și un consiliu local compus din 15 consilieri. Primarul, Ioan Gligor[*], de la Partidul Național Liberal, este în funcție din octombrie 2020. Începând cu alegerile locale din 2024, consiliul local are următoarea componență pe partide politice:
|  | Partid                                 | Consilieri | Componența Consiliului | Componența Consiliului | Componența Consiliului | Componența Consiliului | Componența Consiliului | Componența Consiliului | Componența Consiliului | Componența Consiliului | Componența Consiliului | Componența Consiliului | Componența Consiliului | Componența Consiliului |
|  | -------------------------------------- | ---------- | ---------------------- | ---------------------- | ---------------------- | ---------------------- | ---------------------- | ---------------------- | ---------------------- | ---------------------- | ---------------------- | ---------------------- | ---------------------- | ---------------------- |
|  | Partidul Național Liberal              | 12         |                        |                        |                        |                        |                        |                        |                        |                        |                        |                        |                        |                        |
|  | Uniunea Salvați România                | 1          |                        |                        |                        |                        |                        |                        |                        |                        |                        |                        |                        |                        |
|  | Alianța pentru Unirea Românilor        | 1          |                        |                        |                        |                        |                        |                        |                        |                        |                        |                        |                        |                        |
|  | Uniunea Democrată Maghiară din România | 1          |                        |                        |                        |                        |                        |                        |                        |                        |                        |                        |                        |                        |

## Atracții turistice
- Biserica ortodoxă „Adormirea Maicii Domnului” din satul Oșorhei, construcție 1710, monument istoric
- Rezervația naturală „Pădurea cu narcise de la Oșorhei” (2 ha)
- Beftia (sit de importanță comunitară inclus in rețeaua europeana Natura 2000 în România) și Lacurile de acumulare de pe Crișul Repede (arie de protecție specială avifaunistică).

## Imagini

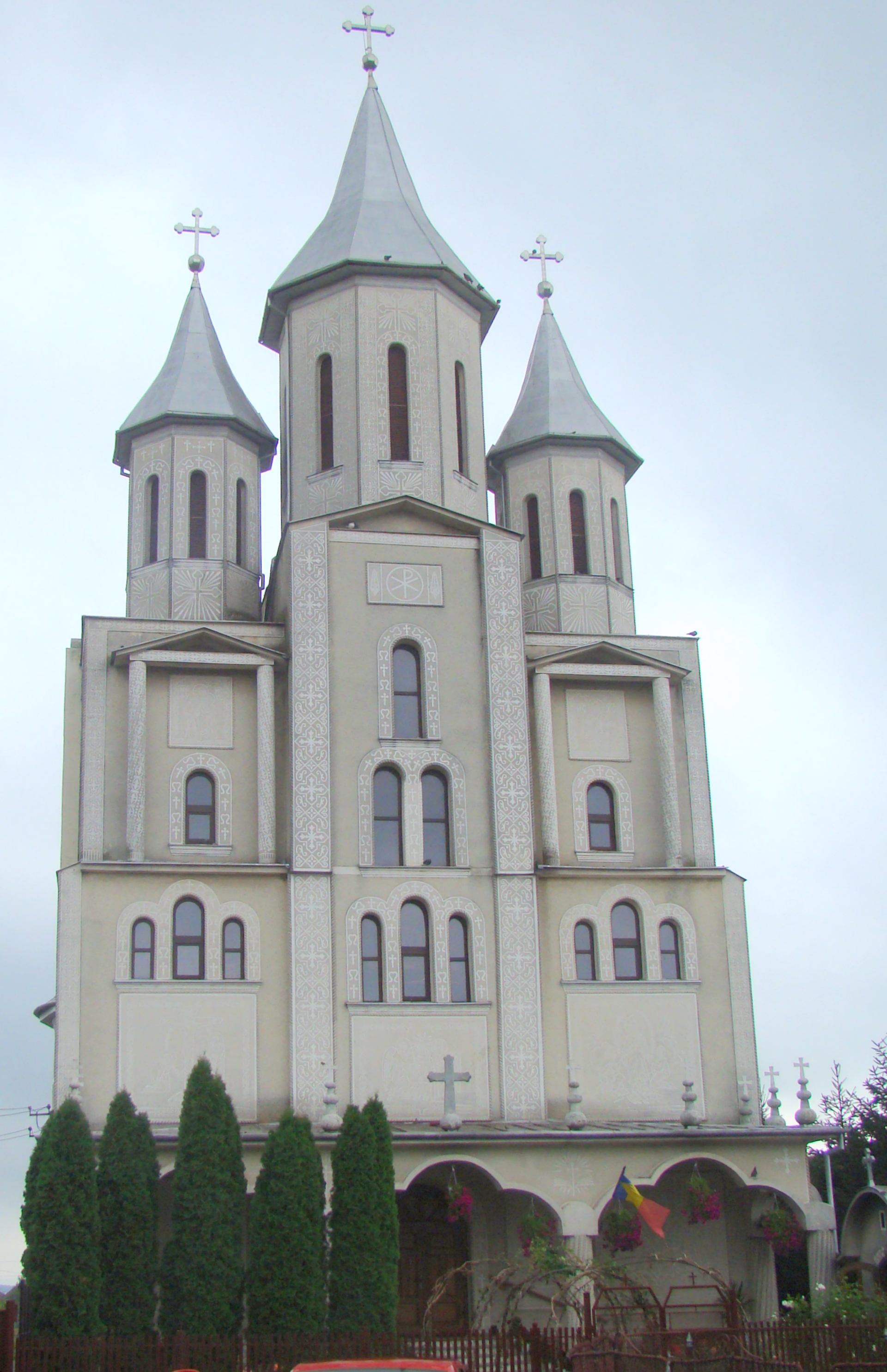
Biserica ortodoxă „Buna Vestire”
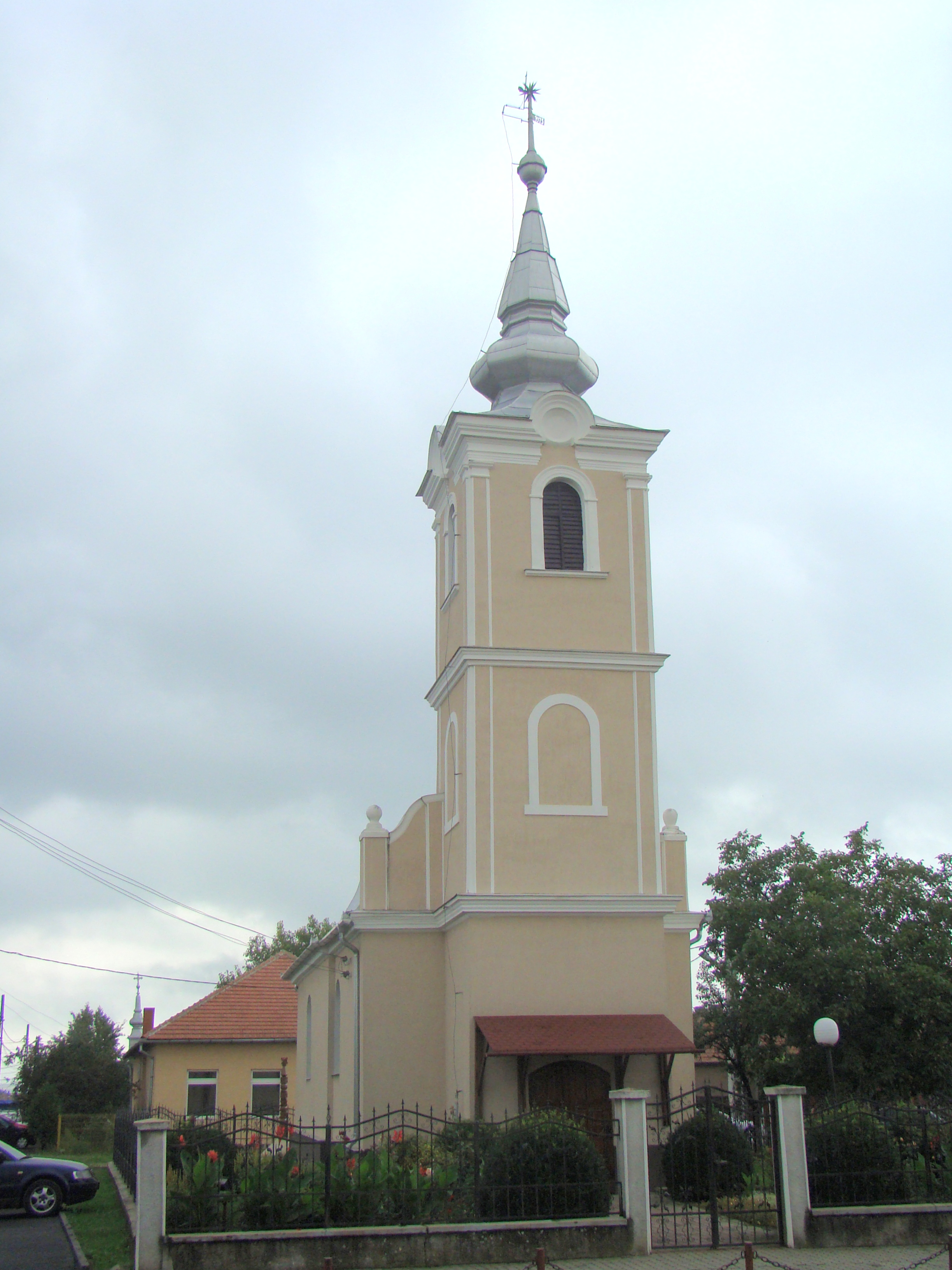
Biserica reformată din Oșorhei
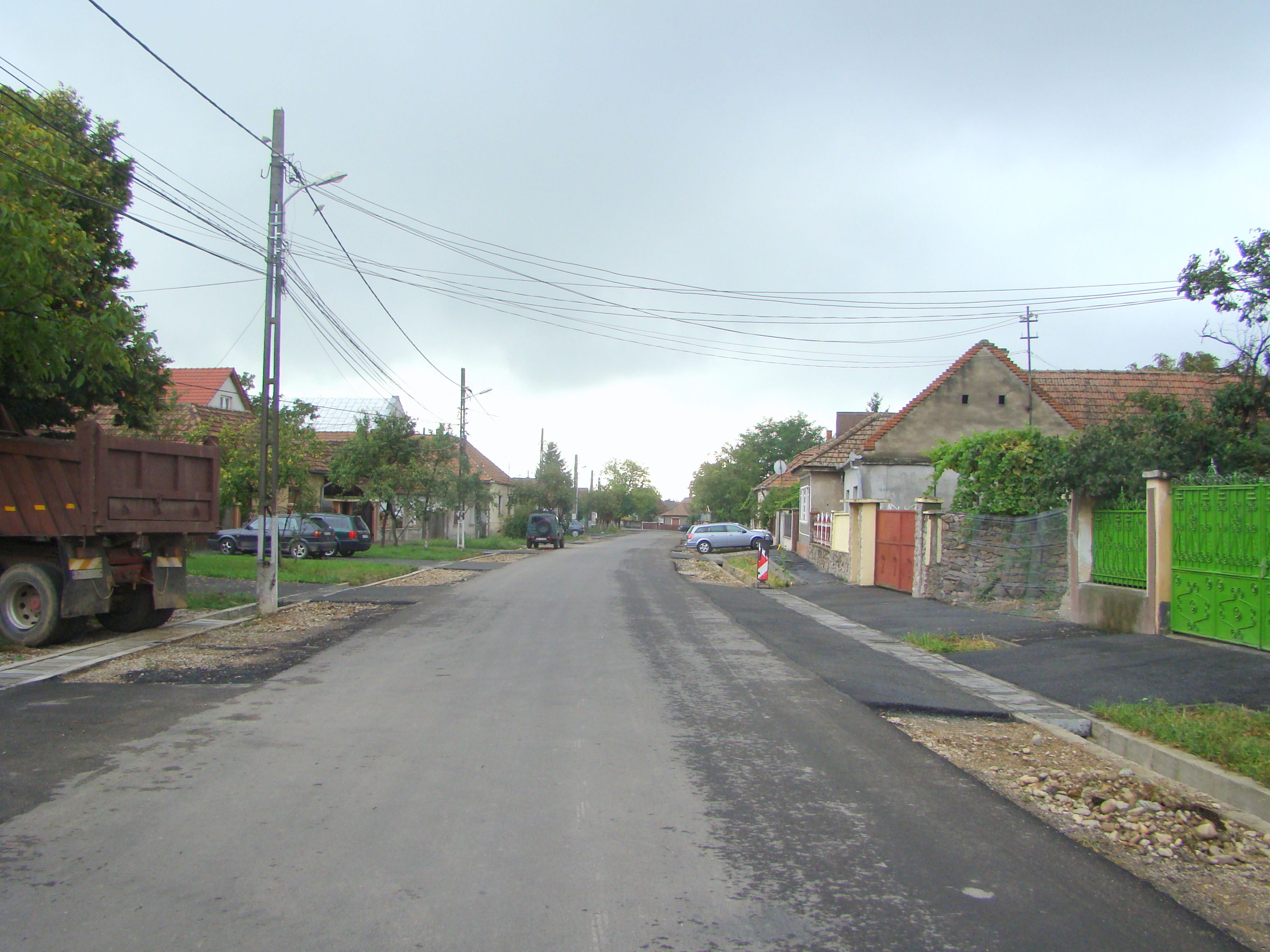
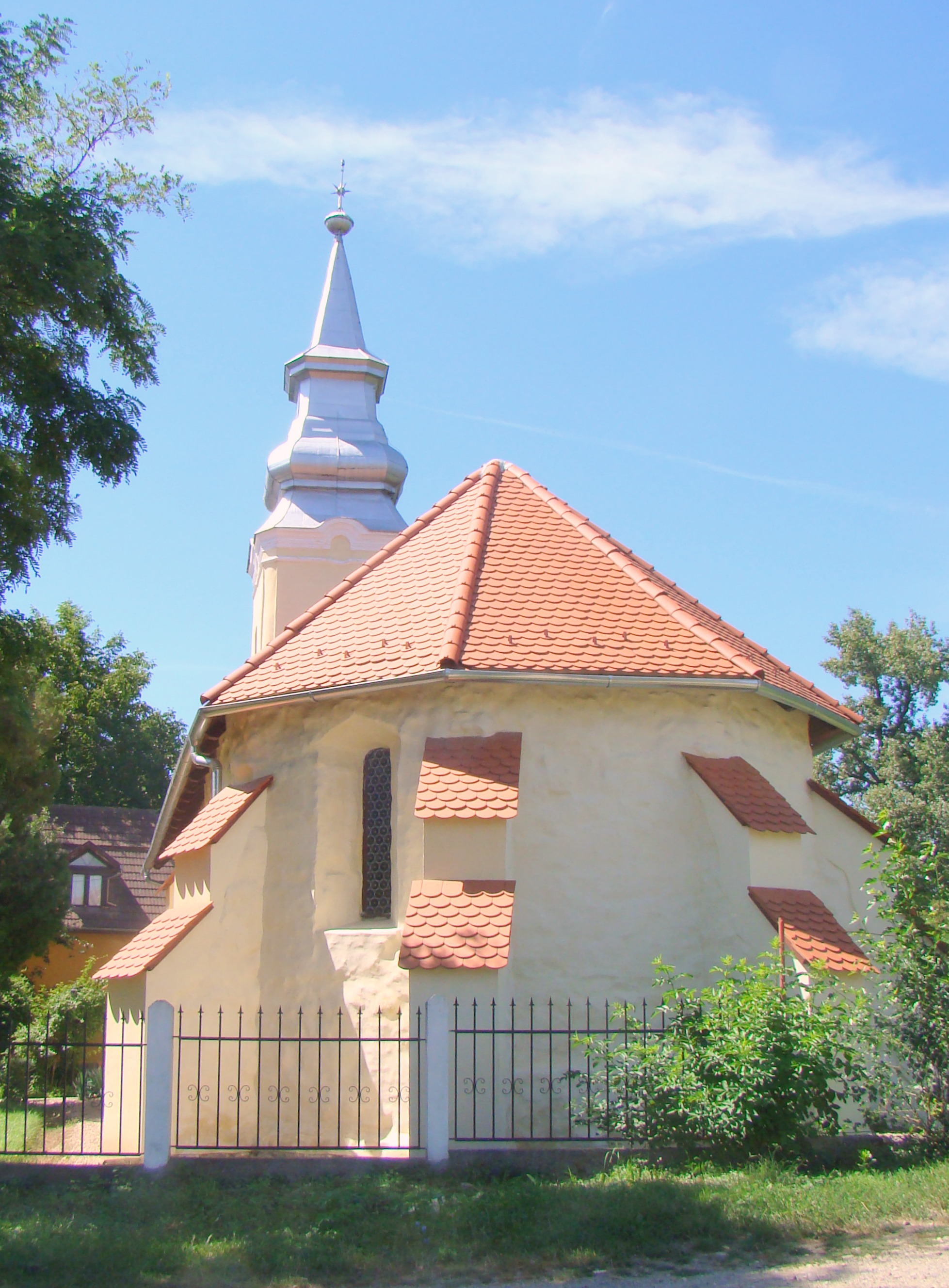
Biserica reformată din satul Fughiu (monument istoric)

## Personalități născute aici
- Aurel Pop (1921 - 2003), pictor, deținătorul Medaliei "Meritul Cultural" în clasa I categoria "Arte Plastice".
- Iuliana Liptak (n.1950), demnitar comunist